# Alejandro Musolino
Alejandro Nicolás Musolino SDB (ur. 30 października 1971 w Córdobie)  – argentyński duchowny katolicki, salezjanin, biskup pomocniczy Córdoby od 2023.

## Życiorys
Pierwszą profesję w zakonie Salezjanów złożył 31 stycznia 1991. Po studiach teologicznych na  Pontificia Universidad Católica Argentina  złożył śluby wieczyste 4 października 1997. Święcenia kapłańskie otrzymał 11 grudnia 1999. Bezpośrednio po święceniach kapłańskich  w latach 2000-2003 był zaangażowany w formację aspirantów oraz postulantów związanych z zakonem. Pełnił również funkcję wicedyrektora Instytutu Dominika Savio. W latach 2006–2013 zarządzał salezjańskimi placówkami edukacyjnymi. Od 2007 do 2013 był ekonomem inspektorii w  Argentynie. Uczestniczył w kursach salezjańskiego towarzyszenia duchowego w Quito w latach 2014-2015. Od 2021 był przełożonym Zakładu Don Bosco w Formosie. W 2023 uzyskał dyplom rozeznawania duchowego metodą ignacjańską na Katolickim Uniwersytecie w Córdobie. 
11 sierpnia 2023 Papież Franciszek mianował go biskupem pomocniczym Córdoby, ze stolicą tytularną Ruspae.  
3 listopada 2023 przyjął święcenia biskupie w Katedrze Wniebowzięcia Najświętszej Maryi Panny w Córdobie. Głównym konsekratorem był arcybiskup metropolita Córdoba kard. Ángel Rossi.   